# Can't Get It Out of My Head
Can't get it out of my head is een nummer van de Britse band Electric Light Orchestra. Het nummer verscheen op hun album Eldorado uit 1974. In november van dat jaar werd het nummer uitgebracht als de eerste single van het album.

## Achtergrond
Can't get it out of my head is geschreven en geproduceerd door frontman Jeff Lynne. De single werd de eerste top 10-hit van de groep in de Verenigde Staten, waar het piekte op de negende positie in de Billboard Hot 100. In het Verenigd Koninkrijk behaalden zowel de single als het album de hitlijsten niet. In 1978 werd het nummer in het thuisland van de band uitgebracht als de eerste track op de ep The ELO EP en behaalde het plaats 34 in de hitlijsten. In Nederland haalde het nummer bij de originele uitgave de 19e plaats in de Top 40 en de 20e plaats in de Nationale Hitparade.
In 2012 bracht Lynne een nieuwe versie uit van Can't get it out of my head op een compilatiealbum met twaalf opnieuw opgenomen ELO-nummers. Covers van het nummer zijn gemaakt door onder meer Fountains of Wayne, Patty Pravo, The Silent League, Silent Rage, Telekinesis, Transatlantic, Velvet Revolver en John Paul White.

## Hitnoteringen

### Nederlandse Top 40
| Hitnotering: 01-03-1975 t/m 29-03-1975 | Hitnotering: 01-03-1975 t/m 29-03-1975 | Hitnotering: 01-03-1975 t/m 29-03-1975 | Hitnotering: 01-03-1975 t/m 29-03-1975 | Hitnotering: 01-03-1975 t/m 29-03-1975 | Hitnotering: 01-03-1975 t/m 29-03-1975 | Hitnotering: 01-03-1975 t/m 29-03-1975 |
| Week                                   | 1                                      | 2                                      | 3                                      | 4                                      | 5                                      |                                        |
| -------------------------------------- | -------------------------------------- | -------------------------------------- | -------------------------------------- | -------------------------------------- | -------------------------------------- | -------------------------------------- |
| Positie                                | 33                                     | 23                                     | 19                                     | 20                                     | 31                                     | uit                                    |

### Nationale Hitparade
| Hitnotering: 01-03-1975 t/m 22-03-1975 | Hitnotering: 01-03-1975 t/m 22-03-1975 | Hitnotering: 01-03-1975 t/m 22-03-1975 | Hitnotering: 01-03-1975 t/m 22-03-1975 | Hitnotering: 01-03-1975 t/m 22-03-1975 | Hitnotering: 01-03-1975 t/m 22-03-1975 |
| Week                                   | 1                                      | 2                                      | 3                                      | 4                                      |                                        |
| -------------------------------------- | -------------------------------------- | -------------------------------------- | -------------------------------------- | -------------------------------------- | -------------------------------------- |
| Positie                                | 27                                     | 20                                     | 25                                     | 28                                     | uit                                    |

### NPO Radio 2 Top 2000
| Nummer met noteringen in de NPO Radio 2 Top 2000 | '99 | '00 | '01 | '02 | '03 | '04 | '05 | '06 | '07  | '08 | '09 | '10 | '11  | '12  | '13  | '14  | '15  | '16  | '17  | '18  | '19  | '20  | '21  |
| ------------------------------------------------ | --- | --- | --- | --- | --- | --- | --- | --- | ---- | --- | --- | --- | ---- | ---- | ---- | ---- | ---- | ---- | ---- | ---- | ---- | ---- | ---- |
| Can't Get It Out of My Head                      | 608 | 462 | 282 | 325 | 273 | 589 | 739 | 850 | 1061 | 646 | 894 | 777 | 1437 | 1180 | 1151 | 1288 | 1160 | 1338 | 1303 | 1728 | 1812 | 2000 | 1856 |

1. ↑  Een vetgedrukt getal geeft de hoogste notering aan.
2. ↑  Deze tabel is bijgewerkt tot en met de laatste editie (2024).